# 杨裕国
杨裕国（1942年12月1日－），材料成型与先进制造技术的专家。

## 简历
1954年~1960年，在上海晋元中学学习；1960年~1966年，在清华大学机械系学习，1966年毕业后留清华大学待分配；1968年1月，被分配到原兵器工业部部属扬州工业学院任教；1986年7月，调河海大学机械学院任教，担任金工教研室主任，其间，曾以高级访问学者的身份，赴西德阿伦工业大学研修，导师是联邦德国著名压铸专家Dr.rer.nat,Dr.h.c. Prof  Friedrich Klein,研修内容为压铸模具的设计、充填过程、热传导热交换课题和CAD的研究；1994年2月，被人才引进至无锡轻工业大学（现改名为：江南大学），先后曾担任模具设计教研室主任、机电研究所副所长、模具设计制造研究所所长、机电工程系系主任，2003年6月退休。

## 本科和研究生教育方面
1993年，本科课程建设，获学院91~92学年度优秀教学成果集体项目奖，排名第一；
1993年9月，获学院优秀教师光荣称号；
1994年，指导的本科毕业设计，获水电部机械专业优秀毕业设计二等奖；
1996年，“利用社会教育资源”项目，获中国轻工总会优秀教学成果部级二等奖，排名第三；
1996年，获中国轻工总会颁发“从事教育工作三十年纪念”奖章；
2000年，因研究生教学和指导硕士研究生的成绩显著，获嘉里奖学奖教基金三等奖。

## 科研成果和技术攻关项目方面
“铝合金石膏型熔模精铸工艺攻关”项目中，担任课题组主要参加单位的主要成员，项目获1984年航空工业部重大科技成果二等奖和1985年国家科技进步二等奖；
“坦克火系统子项目——69-Ⅱ坦克测瞄合一的激光测距机”，主管压铸件工艺，图纸设计、高低温温度变形和光轴漂移攻关试验工作，项目获1985年兵器工业部科技进步奖和国家科技进步特等奖；
承担并完成了桑塔纳轿车暖气阀性能测试线设计制造、桑塔纳轿车面罩支柱和途安朗逸轿车油箱绑带等复杂零件成形工艺及模具设计制造、鞋眼的成形工艺和多工位级进模设计制造、级进模CAD/CAM系统、洁身器优化设计等20多项技术攻关项目的开发，取得了较好的社会效益和经济效益。

## 著作和论文方面
专著：铝压铸成型及质量控制     化学工业出版社   2009.1  编著
专著：陶瓷制品造型设计与成型模具     化学工业出版社   2006.2  编著
专著：玻璃制品及模具设计       化学工业出版社   2003.8  编著
高校教材：压铸工艺与模具设计   机械工业出版社   1997.5  主编
高校教材：冲压工艺与模具设计     机械工业出版社  1997.5  副主编
工具书：中国模具设计大典   江西科学技术出版社  2003.1 第16篇主编和第17篇编写
内部教材：压铸技术及模具设计、冷冲模CAD和锻模设计等10本著作；
在国内外杂志和国际会议上发表论文40余篇：
压铸模的热流量与温度梯度
压铸条件和淬火时效对GD-AlSi9Cu3合金力学性能的影响
盒形型腔模填充形态的研究
中压压铸法与局部加压複合工艺研究
平板压铸模型壁温度的测定
Thermische Verhaltnisse in einer Duckgiessform
Use Temperature Gradiends in The Boundary Layer and in The Die Block as Estimation of 
Quantity of The Heat Flow of Dies
图表法求压铸件能达到的尺寸公差  
压铸模矩形导向件的安置
压铸模框的设计计算
压铸模设计计算与分型面金属液喷溅
薄壁环形缝隙式浇口在压铸件上的应用
压铸模型腔表面挤压珩磨抛光技术的研究
硬涂层对压铸模粘磨损的影响
压铸工艺的计算机辅助设计
两步法氧——乙炔喷熔工艺修复压铸模
压铸模的强度计算——弹性力学薄板挠度计算法
压铸工艺及浇道的计算机辅助设计
热喷焊技术修复压铸模
压铸中某些工艺问题的探讨
压铸模模框的设计计算
第二反射棱镜压铸模的设计制造
用水模拟盒形压铸件填充形态的观察和分析
盒式压型的设计
铝合金石膏型熔模精铸工艺研究
创造条件制订铝合金熔模铸件技术条件标准
锥形凹模板料不起皱条件和极限拉深系数
级进模工作部分的三维参数化造型及编程技术
多排鞋眼级进模CAD/CAM系统的研究与开发
锥形凹模拉伸及斜楔式落料拉伸模
拉深模凹模圆角半径的选择
如何讲好冲裁模凸、凹模工作部分
锌基合金注射模设计
锌基精密塑料注射模的设计
FZJ——1型专用机床的研制
薄壁圆管螺旋槽旋压成形工艺研究
薄壁管螺旋槽的旋压工艺研究
薄管螺旋槽成形加工旋压力计算方法
FZJ——1型加工阀体数控专用机床的研制
与联邦德国Dr.Prof F Klein共同署名的试验研究论文：
Investigation and Analysis of Using Water AnalogueFilling Formations of BoxType Casting
Use Temperature Gradiends in The Boundary Layer and in The Die Block asEstimation of Quantity of The Heat Flow of Dies
New Process of Porefree Die Castings without ShrinkageHoles——“Druckkokillengiess”Process
Analysis about Obtaining High Quality Revolving Wheel Die Castings
Die Casting Dies Heat Transmission during Filling Process and SolidificationTime Formulas Recommended by F.Klein
Determination of Wall Temperature of Plane Plate Die Casting Dies
Influence of Casting Conditions on Mechanical Properties and Fatigue Strength under RepetitiveLoading of GD-AlSi9Cu3 Test Bar